# John Blackwood McEwen
Sir John Blackwood McEwen (ur. 13 kwietnia 1868 w Hawick, zm. 14 grudnia 1948 w Londynie) – szkocki kompozytor.

## Życiorys
Ukończył studia na University of Glasgow (1888). W latach 1893–1895 kształcił się Royal Academy of Music w Londynie, gdzie jego nauczycielami byli Ebenezer Prout, Frederick Corder i Tobias Matthay. Po powrocie do Szkocji prowadził chór przy South Parish Church w Greenock, uczył też gry na fortepianie w Glasgow. Od 1898 do 1936 roku wykładał kompozycję w Royal Academy of Music w Londynie, od 1924 roku pełnił także funkcję jej dyrektora. Był doradcą w firmie nagraniowej Aeolian Company. 
Doktor honoris causa Uniwersytetu Oksfordzkiego (1926). W 1931 roku otrzymał tytuł szlachecki. Zgodnie z zapisem testamentowym kompozytora dla University of Glasgow po jego śmierci została utworzona fundacja wspierająca wykonywanie szkockiej muzyki kameralnej.

## Twórczość
Tworzył głównie muzykę kameralną. Jego twórczość utrzymana jest w stylistyce neoromantycznej, z nawiązaniami do szkockiego folkloru muzycznego. Skomponował m.in. 5 symfonii, 4 suity orkiestrowe, koncerty na altówkę i fortepian, 17 kwartetów smyczkowych, 7 bagateli na smyczki, 7 sonat skrzypcowych, utwory fortepianowe, pieśni.